# بين ماي
بين ماي (10 مارس 1984 في المملكة المتحدة - ) (بالإنجليزية: Ben May)‏ هو لاعب كرة قدم بريطاني في مركز الهجوم. لعب مع إبسفليت يونايتد وستيفيناغ بوروه وسكونثورب يونايتد وكولتشستر يونايتد ونادي بارنت ونادي برينتفورد ونادي ميلوول ونادي بروملي ونادي دوفر أتليتيك.

## وصلات خارجية
- بين ماي على موقع قاعدة بيانات كرة القدم.إي يو (الإنجليزية)
- بين ماي على موقع Soccerbase.com (لاعب) (الإنجليزية)
- بين ماي على موقع Soccerway.com (الإنجليزية)
- بين ماي على موقع عالم كرة القدم.نت (الإنجليزية)